# Avenella
Avenella – rodzaj roślin z rodziny wiechlinowatych. Obejmuje jeden lub dwa gatunki. Należy tu śmiałek pogięty A. flexuosa o rozległym zasięgu w strefie umiarkowanej i okołobiegunowej półkuli północnej, występujący także na obszarach górskich strefy międzyzwrotnikowej w Afryce i Azji oraz w południowej części Ameryki Południowej. Drugi gatunek tu zaliczany – A. foliosa – jest endemitem Azorów.
Śmiałek pogięty występuje pospolicie także w Polsce. Mimo wczesnego odnotowania w publikacjach polskojęzycznych zmiany taksonomicznej nie zaproponowano nowej nazwy zwyczajowej dla rodzaju Avenella. W wydanej w 2021 liście roślin naczyniowych Polski zachowana została (podobnie jak wielu innych przypadkach) klasyfikacja popularna w XX wieku.

## Systematyka
Pozycja systematyczna
Rodzaj z rodziny wiechlinowatych (Poaceae). W obrębie rodziny należy do podrodziny wiechlinowych (Pooideae), plemienia Poeae, podplemienia Airinae.
Zaliczany tu gatunek (lub gatunki) tradycyjnie włączane były zwykle w rodzaj śmiałek Deschampsia. Odrębność rodzaju (szerzej ujmowanego) wykazywał już w latach 70. XX wieku Focke Albers. Na początku XXI wieku analizy molekularne wykazały znaczne różnice i zakwestionowały bliskie pokrewieństwo Avenella flexuosa z rodzajem Deschampsia. Na drzewie filogenetycznym plemienia Poeae rodzaj Avenella sytuowany jest jako siostrzany względem rodzaju śmiałka Aira, wraz z którym znajduje się blisko pozycji bazalnej w kladzie obejmującym m.in. rodzaje wiechlina Poa, wyczyniec Alopecurus i tymotka Phleum. Rodzaj Deschampsia znajduje się w odrębnym kladzie, bliżej spokrewniony z takimi rodzajami jak: kłosówka Holcus, życica Lolium i kostrzewa Festuca.
Wykaz gatunków
- Avenella flexuosa (L.) Drejer – śmiałek pogięty
- Avenella foliosa (Hack.) Rivas Mart., Lousã, Fern.Prieto, E.Días, J.C.Costa